# Йордан Лесов
Йордан Лесов (болг. Йордан Лесов; 19 грудня 1959) — болгарський боксер, призер чемпіонату Європи.
Йордан Лесов — двоюрідний брат Петра Лесова, боксера, олімпійського чемпіона.

## Аматорська кар'єра
1980 року взяв участь у Олімпійських іграх в категорії до 60 кг, на яких переміг Патріса Мартіна (Бенін) і Тібора Дезамітса (Угорщина), а у чвертьфіналі програв Віктору Дем'яненко (СРСР).
На чемпіонаті Європи 1981 переміг Руді Фінка (НДР) і Віорела Іоана (Румунія), а у чвертьфіналі програв Віктору Рибакову (СРСР).
На чемпіонаті Європи 1983 завоював бронзову медаль в категорії до 63,5 кг.
- В 1/8 фіналу переміг Вільяма Волша (Ірландія) — 5-0
- В 1/4 фіналу переміг Імре Бачкаї (Угорщина) — 5-0
- В півфіналі програв Василю Шишову (СРСР) — 0-5